# Злочин и казна
Злочин и казна (рус. Преступление и наказание) је роман рускога писца Фјодора Михајловича Достојевског издат 1866. године у часопису Руски весник. Сматра се једним од највећих дела руске књижевности.

## Радња
Радња је смештена у Санкт Петербург средином шездесетих година 19. века.
Главни лик, Родион Романович Раскољников, амбициозни студент права, потстакнут крајњом бедом и туробном будућношћу — одлучује да убије и опљачка Аљону Ивановну, омражену старицу која лихварењем израбљује људе. Осим што убиством планира да реши сопствене финансијске и породичне проблеме, сматра га и етички оправданим јер, по његовом мишљењу, животи обичних људи који му се налазе на путу не вреде ништа спрам племенитих идеала којима тежи; сматра да се он, као посебан појединац (сличан Наполеону), налази изнад моралних правила која обавезују остале људе. Помно разрађује план, али ипак му се поткраду грешке и привлачи сумњу полиције; и сам постаје несигуран у сопственим размишљањима о злочину, па очајава и чезне за искупљењем. У психолошкој кризи кроз коју пролази помаже му Соња Мармеладова, напаћена девојка која се понизно и пасивно држи према злу и животним недаћама, а утеху налази у хришћанству.

## Фабула

### Први део
Месец јул. Рођа Романович Раскољников је сиромашни несвршени студент права у Санкт Петерсбургу. На почетку романа, приказан је како са своје двадесет и три године избегава газдарицу јер месецима није платио станарину. Одлази код старе лихварке Аљоне Ивановне да заложи џепни сат, а она му даје само рубљу и 15 копејки јер није на време откупио пређашњи прстен па је остао дужан. Раскољников љутит одлази. У глави му се ствара разбојнички план.
Касније се сазнаје (из његових медитација и сећања) да је једном у крчми чуо разговор младића који се жалио свом другу на стару лихварку која се богати лукавим откупом вредних предмета од сиромашних људи за мале новце; притом је страшно груба према својој доброћудној полусестри Лизавети која ради за њу. Младић је развио теорију како би бабу ваљало убити јер је као стеница која пије крв, а страшно је богата. Раскољникову је тај разговор био почетак ковања планова о убиству и крађи.
Након посета лихварки (који је био проба јер је ослушкивао што и како она кључевима отвара) у крчми је упознао пропалог чиновника Мармеладова који му је отворио душу тужном причом о породици коју је упропастио пропивши сав свој новац, а ћерка Соња је постала проститутка да би прехранили остала три детета. Раскољников га отпрати кући где није био пет дана, а жена почиње да га вуче за косу и туче. Раскољников извуче и остави 50 копејки и нестане кад је почела да виче и на њега.
У прљавој собици слушкиња Настасја му донесе мајчино писмо пуно љубави које га разнежи и растужи. Мати га је известила о тешком животу Дуње, његове сестре која је служила у господској кући а газда се заљубио у њу па ју је хтео искористити. Жена му је то сазнала па је испрва окривила Дуњу, пукла је срамота у селу, али ускоро је сазнала истину па је поново рехабилитовала Дуњу. Њих две су тешком муком слале сину новац у град и полагале су велике наде у њега. Мати му је писала и о скорој Дуњиној удаји за дворског саветника Петра Петровича Лужина. „Поуздан и имућан, има додуше 45 година али још се може свидети женама.” Раскољников је био изван себе јер су га довеле пред свршен чин. Нису га питале за мишљење о човеку који је „чини се добар” и отпрема на пут за С. Петерсбург шкрињу „на свој рачун”, а мајка и Дуња путују о свом трошку. Раскољников се чудио Дуњи и био љут на њу. Он стално преиспитује себе, своје поступке, морал људи и времена.
Једном приликом је уморан заспао и сањао мрачан сан о кобили коју су претукли железним шипкама јер није могла трком да повуче запрегу. У сну је Раскољников дечак и плачући ручицама удара власника кобиле, а отац га одвлачи немоћно. Пробудивши се заклиње се како он не може учинити „оно”, али затим размишља о догађају који је одредио његову судбину. У пролазу је чуо разговор трговца с Лизаветом да ће сутрадан у седам сати навече доћи трговцу. Схватио је да ће лихварка тада бити сама и да је то прилика за убиство.
У капуту је зашио траку у којој ће висити секира. Није могао да узме секиру из кухиње јер је у њој била Настасја (непредвиђено), али имао је среће кад је завирио у кућепазитељеву кућицу где није било никога. Позвонио је на врата, али лихварка је нешто сумњала па није одмах отворила. Све то време је Раскољников размишљао о свом понашању и још увек здравом разуму. Пружио је старици чврсто свезани смотуљак који је требало да буде сребрна табакера. Три пута ју је ударио секиром по темену и затим у соби из шкриње натрпао џепове разним златним предметима. Одједном је зачуо кораке у суседној соби, запрепастио се кад је угледао Лизавету и потом је убио. „Страх га је хватао све више и више – посебно након тог другог, сасвим неочекиваног уморства.”
Кад је хтео да побегне, зачуо је кораке и закључао врата – двојица су лупала и схватила да се збива нешто необично. Један је кренуо по помоћ, а кад се други накратко изгубио Раскољников се спустио спрат ниже и сакрио у стану који су кречила два молера, који су били изашли из стана, па су врата била отворена. Ишуњао се из стана када су се двојица и вратар попели до лихваркиног стана и изашао на улицу незапажен. „Зној је цурио с њега, шија му је била посве мокра – пролазници су мислили да је пијан. Вратио је секиру на место све у бунилу... Комадићи и одломци некаквих мисли ројиле су му се у глави, али ни једне мисли није могао уловити, ни на једној се није могао задржати, колико се год трудио.”

### Други део
Раскољников је лежао врло дуго и разне мисли су му се ројиле главом. Сакрио је украдене ствари у рупи у зиду. Настасја му је донела позив од полиције – претрнуо је. Међутим, у станици је сазнао да га је газдарица тражила јер није плаћао станарину. У станици се посвађао с поручником Иљом Петровичем. Одахнуо је, али кад је инспектор Фомич причао о убиству лихварке – пао је у несвест.
У страху је „благо” скрио у граду испод неког тешког камена. Чудно се понашао (ушао код Разумихина и одмах изашао, бунцао је, сањао да је Иља истукао газдарицу), пао је у грозницу, а Разумихин га је с пријатељем Зосимовим, доктором, пожртвовано неговао. За то време су сви почели да коментаришу убиство, у први мах су оптужили молере.
Док је био у кревету посетио га је Лужин, а Раскољников је слушајући коментар на писмо његове мајке рекао: „Торњајте се доврага!” Још онако слаб побегао је из собе и лутао градом, ушао у неку крчму и мајчиним новцем наградио неку проститутку из чистог хира. За шанком је дрско изазивао Замјотова причајући му о злочину и изазовно га гледајући у очи. На врх језика му је било да призна. „А шта ако сам онда баш ја убио бабу и Лизавету?!” Неки враг му није дао мира и ушао је у кућу и собу где се збило убиство, провоцирао је раднике који су уређивали стан. „Под је опран, хоће ли га офарбати?! Нема крви?!” Отерали су га.
На улици је чуо грају и приближио се – запрега с коњима је прегазила пијаног Мармеладова. Раскољников се заузео за настрадалог и помогао да га однесу у кућу. Жена Катарина Ивановна била је ван себе. Поп га је исповедио окрвављеног. Уследи дирљив призор када жена помаже мужу, а поп моли да му опрости. „Ма та је пијаница попила све што је имала... упропастио ми је живот! Хвала Богу што умире. Биће мање штете!” Говорећи то, она је давала све од себе да му олакша последње тренутке, да му помогне. На вратима се појавила Соња и Мармеладову су засузиле очи. Раскољников је задивљен Соњином мршавом фигуром с предивним плавим очима. Дао је Катарини све рубље што је имао и рекао да ће сносити трошкове спровода. Кад је одлазио, мала сестрица је дотрчала и рекла да Соња пита за његову адресу.
Вративши се кући дочекале су га мајка и сестра вриштавши од узбуђења. „Али он стајаше као мртав... није ни руке подигао да их загрли – није могао.” Срушио се у несвест. Разумихин их је смиривао, уверавао да му није ништа.

### Трећи део
Разумихин је наговорио Дуњу и мајку да оду кући, да ће се он побринути за Раскољникова. Раскољников је само успео рећи да је Лужин подлац и да се он противи венчању. „Или он или ја!” Разумихин их је пратио до стана умирујући их. Био је пијан јер се управо вратио с теревенке, али се на први поглед заљубио у високу, поносну и наочиту Дуњу. Обећао је да ће доћи са Зосимовим и одржао обећање.
Лужин им је послао писмо и договорио састанак с Дуњом и мајком под условом да Раскољников не буде тамо. Дуња и мати су се томе успротивиле. Сутрадан се Раскољников нашао с њима, али је разговор свеједно запињао, мати није могла да препозна сина, он се супротстављао сестриној удаји, а Дуња је о томе желела да одлучи сама. Тада у собу улети Соња да позове Раскољникова на погреб – сви се збуне, а Раскољников се растрчи око ње упознавши је са свима; мајци је све то било сумњиво.
Раскољникову је Разумихин открио да је и он залагао неке предмете код старе лихварке и Разумихин га је упутио к пријатељу Порфирију Петровичу, инспектору. Порфириј се показао као лукав, а шалама и питањима је провоцирао Раскољникова. Само су још њега и чекали, јер су на замотуљцима код старице нашли написано и његово име; распитивао се и о смрти Мармеладова. Затим се инспектор интересовао о чланку Раскољникова изашлом у Периодичној речи, у којем је Раскољников изложио мисао о обичним и необичним људима који вуку свет, па им се може опростити чак и злочин ако то значи напредак човечанства. Порфириј је то повезао с психичким стањем злочинца у тренутку злочина (Раскољникову се чинило да му је Порфириј намигнуо). На крају га је чак питао да ли је видео молере оне ноћи – Раскољников се није дао преварити, а Разумихин се разбеснео на Порфирија.
Раскољников стално размишља и преиспитује свој чин. „Врло важно за бабускеру!” – мислио је узрујано и плаховито. „Можда сам ту и погрешио, али није сад то важно. То је била тек болест... хтео сам што пре прескочити границу... нисам убио човека него начело! Начело сам заиста убио, али нисам прекорачио границу, нисам, остао сам на овој страни... Мајка, сестра, колико сам их волео! Зашто их сада мрзим, не трпим их у својој близини... Грлити је и мислити: кад би она знала... па да јој кажем?! О како сад мрзим ту бабускеру! Мислим да бих је и по други пут убио кад би оживела! Сирота Лизавета! Зашто се она морала тамо затећи? Чудно је ипак зашто на њу и не мислим, баш као да је нисам ни убио! Лизавета! Соња! Сиротице моје кротких очију... Миле моје!”
Овај је коментар најбитнија одредница романа; образложење његовог поступка и појава унутрашњег монолога иначе су категорије модерног романа.
Заспао је у бунилу, сањао да удара бабу секиром, а цело је предсобље пуно људи. Кад се пробудио крај кревета је седео Свидригајлов.

### Четврти део
Свидригајлов је муж покојне Марфе Петровне који је покушао да напаствује Дуњу кад је радила за њега. Раскољников је хтео да га отера, али му је овај понудио 10.000 рубаља за Дуњечку без икаквих противуслуга. Раскољников је био ван себе, а Свидригајлов необично хладан и миран. Открио је да је Марфа оставила Дуњи 3.000 рубаља и да не жели да се Дуња уда за Лужина јер је нитков. На излазу га је видео Разумихин.
У свратишту мајке и Дуње састају се Лужин, Разумихин и Раскољников. Лужин је у жучној расправи напао Раскољникова и позвао се на своју великодушност према „озлоглашеној” девојци и сиромашној мајци које је хтео да спаси од немаштине. Дуња је побеснела и заједно с братом отерала изненађеног Лужина. Лужин је чак затражио да му надокнаде трошкове пута.
Раскољников се одмах затим опрашта од мајке и сестре и тај опроштај изгледа коначан. Разумихин је покушао да га заустави, али Раскољников га је немо гледао, поглед му је продирао у душу. Одједном се Разумихин лецнуо. Нешто чудновато као да је прострујало између њих.... Некаква мисао пролете као какав наговештај, нешто ужасно ружно, што су обојица схватила. Разумихин пребледи као крпа. „Разумеш ли сад?” упита Раскољников, а лице му се искриви од бола. „Врати се к њима и чувај их увек!” Изненада се окрене и оде.
Од те вечери Разумихин им је постао син и брат.
Раскољников је пошао Соњи која се одушевила кад га је видела. Он ју је испитивао о њеном животу, био је ганут њеним изгледом, судбином и пожртвовањем за добробит своје породице, питао је да ли верује у Бога и како он може допустити такву беду. Натерао је да му чита Библију – ускрснуће Лазарево, читаво време осећајући како му се враћа жеља за животом, смисао како се нешто буди у њему. Рекао јој је да је данас прекинуо са сестром и мајком. „Сад имам само тебе. Хајдемо заједно... Обоје смо проклети, па ћемо даље заједно!” Обећава да ће јој, ако сутра дође, рећи ће јој ко је убио Лизавету – Соња је била запрепашћена.
Раскољников је пошао код Порфирија који му је ставио до знања да жели да га испита. Порфириј га је у шаљивом тону довео до лудила и Раскољников је завикао да то неће допустити. „Ухапсите ме ако желите, али немојте се поигравати са мном.” Порфириј је знао да је Раскољников одлазио у Бабин стан, да је питао за крв. Порфириј му је обећао изненађење, али у једном тренутку улази Николај, молер, с признањем да је он убица, а Порфириј се збунио. Раскољников је дошао к себи и узвратио му: „Нећете ми показати оно наше мало изненађење?!”
У његовом стану, у тренутку кад је хтео да изађе, отворила су се врата и појавио се човек који му је на улици шапнуо да је убица, „као да је изникао из земље.” Раскољников се следио. Међутим, овај је почео да му се извињава што га је погрешно оптужио и проказао Порфирију јер је видео Раскољникова оно вече кад је завитлавао станаре и кућепазитеља, а он је занатлија – крзнар – и није хтео да Раскољников прође некажњено. (Он је био то изненађење о којем је Порфириј причао, стајао је иза врата и чуо разговор, али кад се Николај појавио, покајао се и дошао у стан да се извини.) „Опростите ми због клевете и злобе.” Раскољников је изашао из собе бодрији него икад. „Сад ћемо се ми још огледати”, рече смешећи се пакосно.

### Пети део
Лужин се није предао и у глави је смишљао освету. Живео је у соби са студентом Лебезјатниковом (који је имао модерна начела – живот у комуни, жена може варати мушкарца јер му није роб....) и послао га по Соњу којој је великодушно дао 10 рубаља правећи се да је племенит, али јој је кријући гурнуо у џеп пресавијених 100 рубљи, планирајући да пред свима изјави да му је Соња украла новац да би окаљао њу и Раскољникова пред Дуњиним и мајчиним очима и вратио изгубљено поверење. На даћи (обреду у част покојника) пред раскалашеном гомилом која уопште није дошла да оплакује Мармеладова него да се наједе, Лебезјатников, згрожен Лужиновим поступком, изрекао је праву истину, не знајући међутим Лужинове пориве. Све то није спречило Соњину маћеху Катарину Ивановну да се почупа с газдарицом Немицом која се правила дама и смешно говори руски. Раскољников је одлучио да Соњи призна злочин. Док јој је с муком говорио, она га је онако немоћна подсетила на Лизавету. Ужаснуто је уздахнула: „Боже!” Одмах га је потом ухватила за руке, обесила му се око врата, а ом ју је питао: „Онда, нећеш ме оставити Соња?”, на шта је она одговорила: „Нећу, нећу, никад и нигде! Свуда ћу за тобом, куд ти туд и ја! О Боже! О јадне ли мене! И зашто, зашто те пре нисам упознала!”
Раскољников се ломио у себи зашто јој је рекао, пошто она није могла да схвати мотив злочина, а он се није кајао – то није могла разумети. „Нисам убио због тога да помогнем мајци – којешта! Нисам убио ни због тога да се домогнем средстава и власти па да постанем добротвор човечанства. Једноставно сам убио, због себе сам убио, само због себе! Нешто сам друго морао схватити, морао сам дознати јесам ли гњида као сви или сам човек? Хоћу и да ли могу прескочити препреку или нећу. Јесам ли пузав створ или имам ПРАВО.” Соња му није повлађивала и он је упитао шта да ради. Севнула је очима и одговорила нека пође до раскршћа. „Стани и поклони се, пољуби земљу коју си оскрвнио, а онда се поклони целом свету, на све четири стране, и реци свима, на сав глас: 'Убио сам!' Па ће ти Бог опет вратити живот. Хоћеш ли?”
Знао је да она мисли на робију, да прихвати казну. Дала му је дрвени крстић да га обеси око врата. Раскољников је у себи одлучио.
Катарина Ивановна је имала хистеричан напад, одвукла је дечицу на улицу, јер ју је газдарица истерала из стана, и певала, терала их да плешу и просила новац, отишла је чак до неког генерала. Умрла је у хропцу на улици окружена знатижељном гомилом. Раскољникову је пришао Свидригајлов обавестивши га да је преузео бригу о малишанима и Соњи и да ће тако утрошити оних 10.000 рубаља намењених Дуњи. На Раскољниково запрепашћење изрекао му је исте речи које је Раскољников изрекао Соњи. И Свидригајлов му је признао да станује у стану до Соње и да је прислушкивао њихов разговор. „Па рекао сам вам да ћемо се нас двојица још зближити!” Сад га је имао у шаци.

### Шести део
„За Раскољникова су почели чудни дани: као да га је одједном обавила магла и заточила у безизлазну, мучну осамљеност. Кад се после, већ много касније присећао тих дана, поимао је да му се свест гдекад мутила и да је тако било, уз сталне прекиде, све до коначне катастрофе. На махове га обузимао болестан и мучан немир што је прелазило чак у паничан страх.” Највише га је мучио Свидригајлов.
С Разумихином се опростио и поновио му да га Дуња воли и тражио од пријатеља да му чува мајку и сестру, а Разумихин му је узвратио да му је сада све јасно, да зна да је Раскољников невин јер му је Порфирије све разјаснио. Раскољников је у недоумици − шта Порфириј спрема? И заиста, инспектор му је сам дошао на врата. Испочетка је мислио да је дошао да му се извини због неугодности што му је задао, али је онда на свој стари лукави начин почео да реконтруише злочин и психолошки портрет починиоца. Николај припада руској секти „Расколника” који су радо прихватали на себе патњу. „Не, драги мој Родионе Романовичу није Николај ништа крив! Посреди је фантастично, мрачно недело, савремено, случај нашег доба кад се смутило људско срце... убио је, а сам себе сматра за поштеног човека, људе презире, понаша се као какав анђео, не драговићу мој, није Николај ништа крив!” Раскољников је само задрхтао као да га је нешто пресекло. „Па ко је онда убио?” не одоли да не упита једва дишући. „Како ко је убио? − понови баш као да не верује својим ушима − Па ви сте их убили Родионе Романовичу! Ви сте их убили... дода готово шапатом, дубоко увереним гласом.”
Раскољникову су се одузеле ноге. Покушао је да се побуни али га је овај прочитао. Предложио му је да се сам пријави па ће му смањити казну и рекао му да је живот пред њим. „Смањиће ми казну... насмејао се.” Порфириј му је дао рок од пар дана и обећао да га до тада неће пријавити.
Раскољников је похитао до Свидригајлова. Нашао га је у неком бедном свратишту, а овај је пак био расположен и причао му о догодовштинама из живота (завођење сиромашних малолетних девојака, о својој мани − неутољивој глади за женама), показао се у светлу разузданог и перверзног човека. Раскољников му је запретио да ће га убити буде ли дирао Дуњу. Свидригајлов га се једва отарасио и пошао на уговорени састанак с Дуњом. Претходно јој је написао писмо у којем јој је наговестио о братовом злочину. Она је усплахирено дошла на место састанка, а он је, кујући у глави план, намамио у добро изоловани стан закључавши за њом врата. Знао је да је судбина њене породице у његовим рукама − понудио јој је да ће чувати тајну, а за узврат ће јој бити „роб” до краја живота. Дуња је истргла и извадила пиштољ, пуцала је само једном, али га је само окрзнула. Он јој се полако приближио и рекао нека покуша још једном, али она је бацила оружје, а он је загрлио. Дуња га је замолила да ју пусти. Након што му је рекла да га не воли и да га никада неће волети, Свидригајлов ју је пустио да оде.
Свидригајлов се опростио од Соње, оставивши њој и Дуњи пуно новаца. Ушао је у неко свратиште и покушао да заспи, али сан му није долазио. Напослетку је изашао и спустио се до Мале Неве близу ватрогасног торња. Стражар је муцајући хтео да га отера, али Свидригајлов је узео пиштољ и напао га. Нешто касније, извршио је самоубиство на улици.
Раскољников се опростио од мајке, не рекавши јој ништа, затим од сестре којој је било тешко, али опростила му је у својој љубави и загрлила га. Побегао је од Дуње и учинио на улици како му је Соња рекла: клекнуо је насред трга, поклонио се и пољубио прљаву земљу, сав прожет насладом и срећом. Људи су се смејали мислећи да је пијан. Мало даље од њега стајала је Соња, и тада је схватио да ће остати с њим до краја.
Ушао је у полицијску станицу и налетео на Иљу Петровича, који га је угодно примио. Није могао да призна злочин и изашао је напоље. Али, тада је угледао Соњу на чијем лицу је угледао слабашан смешак. Вратио се и рекао: „Ја сам онда убио секиром ону стару лихварку и њену сестру Лизавету.” Петрович је зинуо од изненађења, а људи са свих страна су се сјатили.

### Епилог
Због олакшавајућих околности (сам је признао злочин за који је други већ окривљен, није кажњаван, потпомагао је студента болесног од туберкулозе, покопао сиромашног Мармеладова) Раскољников је добио само осам година робије у Сибиру. Порфириј је одржао обећање. Мајка му је оболела и умрла вероватно знајући за страшну истину, Дуња се удала за Разумихина, а Соња је пошла у Сибир с њим. Раскољников је ћутке радио и сви су га кажњеници мрзели. Тешко се разболео и Соња је писмом јавила Дуњи да лежи у затворској болници. Али није се разболео од тешког рада и посне хране − разболео се од повређеног поноса. Стидео се што је он, Раскољников, пропао тако глупо и слепо, што је морао да се понизи и покори пред бесмислом. „Кад би му бар судбина послала кајање... Али, није се кајао због свог злочина.... Ето што је једино он држао за свој злочин: само то што није успео и што је сам признао своју кривицу.”
Није схватао како су сви кажњеници заволели Соњу (посредовала је у слању писама и посетама кажњеника), свима се осмехивала. Током болести је опет у бунилу сањао о пропасти света и неколицини одабраних који су преживели. Болно се присећао тог сна. Једном је угледао Соњу код болничког улаза „као да га је нешто ујело за срце”, брзо се одмакао од прозора. Соња се разболела и неко време није долазила. Раскољников се узнемирио и стално распитивао за њу. Послала му је писмо писано оловком - срце му је тако снажно тукло док је читао, нешто се у њему преломило.
Седео је покрај реке, она је села до њега, стражар их није гледао. „Ни сам није знао како се то догодило, али наједном као да га је нешто зграбило и бацило до њених ногу. Плакао је и грлио јој колена. Она се у први мах страшно препала и пребледела као крпа. Скочила је с места и загледала се у њега дршћући. Али, зачас у исти трен, све појми. У очима јој засја бескрајна срећа. Појмила је и више није сумњала да је он воли, да је напокон дошао тај час... Ускрснула их је љубав, срце једног мрсило је у себи неисцрпне изворе живота за срце другог.”
Раскољников никад до тада није у руке узео јеванђеље што му је Соња дала (никад га није давила вером), али га је сад отворио. Седам година им се чинило као седам дана. Били су срећни. Роман се завршава речима: „Раскољников није знао да није добио живот на дар, него да ће га још и те како скупо стајати, да ће платити за његовим великим подвигом у будућности... али то је већ нова приповест.”

## Ликови

### Главни ликови
- Раскољников (Родион Романович) је главни јунак, а роман се првенствено фокусира на његову перспективу. 23-годишњи бивши студент, сада сиромашан, Раскољников је у роману описан као „изузетно згодан, виши од просека, витак, добро грађен, са прелепим тамним очима и тамно смеђом косом”. С једне стране, он је хладан, апатичан и асоцијалан; с друге стране, може бити изненађујуће топао и саосећајан. Он чини убиство као и дела импулсивног милосрђа. Његова хаотична интеракција са спољним светом и његов нихилистички поглед на свет могу се посматрати као узроци његовог друштвеног отуђења или његове последице. Упркос наслову, роман се не бави толико злочином и његовом формалном казном колико Раскољниковљевом унутрашњом борбом – мукама сопствене савести, као и правним последицама извршења злочина.[2]
- Соња (Софија Семјоновна Мармеладова) је ћерка пијанице по имену Семјон Захарович Мармеладов, кога Раскољников среће у кафани на почетку романа. Често је окарактерисана као самопожртвована, стидљива и невина, упркос томе што је била приморана на проституцију да би помогла породици. Раскољников у њој уочава иста осећања стида и отуђења које доживљава и она постаје прва особа којој он признаје свој злочин. Осећајући његову дубоку несрећу, она га подржава, иако се дружила са једном од жртава. Током читавог романа, Соња је важан извор моралне снаге и рехабилитације за Раскољникова.
- Разумихин (Дмитриј Прокофјич) је Раскољниковов верни пријатељ и такође бивши студент права. Лик треба да представља нешто од помирења између вере и разума. Он се шали да се заправо зове Вразумикин – име које сугерише „да се неко опамети”. Он је усправан, снажан, сналажљив и интелигентан, али и помало наиван – особине које су Раскољникову од велике важности у његовој очајној ситуацији. Он се диви Раскољникововој интелигенцији и карактеру, одбија да поверује туђим сумњама и подржава га у сваком тренутку. Он брине о Раскољникововој породици када дођу у Петербург, заљуби се у Дуњу и касније се ожени.
- Дуња (Авдотја Романовна Раскољникова) је Раскољникова лепа сестра јаке воље, која ради као гувернанта. Она у почетку планира да се уда за богатог, али неугодног адвоката Лужина, мислећи да ће јој то омогућити да олакша очајну финансијску ситуацију своје породице и побегне од свог бившег послодавца Свидригајлова. Њена ситуација је фактор у одлуци Раскољникова да изврши убиство. У Санкт Петербургу је на крају успела да побегне из канџи Лужина и Свидригајлова, а касније се удаје за Разумихина.
- Лужин (Пјотр Петрович) је добростојећи адвокат који је верен са Дуњом на почетку романа. Његови мотиви за брак су сумњиви, јер мање-више наводи да је тражио жену која ће му бити потпуно дужна. Он клевета и лажно оптужује Соњу за крађу у покушају да нашкоди Раскољникововим односима са породицом. Лужин представља неморал, за разлику од Свидригајловљевог аморалитета и Раскољниковог погрешног морала.
- Свидригајлов (Аркадиј Иванович) је Сензуални, изопачени и богати бивши послодавац и прогонитељ Дуње. Он чује Раскољникова признања Соњи и користи то сазнање да мучи и Дуњу и Раскољникова, али не обавештава полицију. Упркос очигледној злонамерности, Свидригајлов је изгледа способан за великодушност и саосећање. Када му Дуња каже да га никада не би могла волети (након покушаја да га упуца), он ју је пустио. Он каже Соњи да је направио финансијске аранжмане да деца Мармеладов буду примљена у сиротиште и даје јој три хиљаде рубаља, омогућавајући јој да прати Раскољникова у Сибир. Остатак свог новца оставио је малолетној вереници, након чега је извршио самоубиство.
- Порфириј Петрович је шеф истражног одељења задуженог за решавање убистава Лизавете и Аљоне Ивановне, који заједно са Соњом покреће Раскољникова на признање. За разлику од Соње, међутим, Порфириј то чини психолошким средствима, настојећи да збуни и испровоцира несталног Раскољникова на добровољно или невољно признање. Касније одбацује ове методе и искрено позива Раскољникова да призна за његово добро.